# Urby Emanuelson
Urby Vitorrio Diego Emanuelson (Amsterdam, 16 juni 1986) is een voormalig Nederlands voetballer van Surinaamse afkomst die als linksback of als middenvelder speelt. Hij tekende in juli 2017 bij FC Utrecht, dat hem transfervrij inlijfde. Bij de Utrechtse club is Emanuelson momenteel assistent-trainer. Als speler kwam hij voor zijn komst naar FC Utrecht achtereenvolgens uit voor Ajax, AC Milan, Fulham, AS Roma, Atalanta Bergamo, Hellas Verona en Sheffield Wednesday. Emanuelson debuteerde in 2006 in het Nederlands voetbalelftal.

## Spelerscarrière

### Ajax
Urby Emanuelson is afkomstig uit de jeugdopleiding van Ajax. Hij begon er als achtjarige jongen uit Amsterdam-Zuidoost aan de opleiding, dan nog in de Watergraafsmeer gevestigd. Na een jaar verhuisde Ajax zelf naar Amsterdam-Zuidoost, hetgeen in de ogen van Emanuelson het stadsdeel enorm positief beïnvloedde. Via die opleiding volgde hij de middelbare school via het Caland College.   
Hij werd naar het eerste elftal gehaald door Ronald Koeman in het seizoen 2004/05. Hij werd samen met Ryan Babel en Hedwiges Maduro in het eerste elftal opgenomen. Na Ajax' uitschakeling in de UEFA Cup nam Ronald Koeman ontslag als trainer van Ajax. Hij werd opgevolgd door interim-trainers Ruud Krol en Tonny Bruins Slot die hem lieten spelen als linkermiddenvelder. Na drie wedstrijden onder Krol en Bruins Slot werd Ajax-icoon Danny Blind aangesteld en werd Emanuelson regelmatig eerste keus voor de linksbackpositie. Soms speelde hij als linkshalf, maar vooral als linksback.
In het seizoen 2005/06 speelde Emanuelson een sterk seizoen bij Ajax. Emanuelson liet zich zien als een back met veel diepgang en ook verdedigende kwaliteiten. Hij blonk onder andere uit in de kwartfinale van de Champions League tegen Internazionale. In die wedstrijd speelde hij tegenover de Portugese vedette Luís Figo en hield die uit de wedstrijd met als hoogtepunt het moment waarop hij de bal van de Portugees veroverde en vervolgens de voorzet gaf waaruit Mauro Rosales kon scoren. Ajax eindigde het seizoen in de competitie als vierde, maar doordat het de play-offs wist te winnen, kon Ajax toch de voorrondes van de Champions League spelen.
Het seizoen 2006/07 begon voor Emanuelson desastreus. Nadat Ajax, onder leiding van de nieuwe coach Henk ten Cate in de heenwedstrijd van de voorrondes van de Champions League al eerder de uitwedstrijd tegen FC Kopenhagen met 1-2 won, leek er geen vuiltje aan de lucht voor de Amsterdammers. Ajax was beter en kreeg grote kansen om de wedstrijd te beslissen. Echter, Kopenhagen kwam terug tot 0-1 en Ajax moest alleen nog deze stand vasthouden om door te gaan naar het hoofdtoernooi van de Champions League. Vijftien minuten voor tijd begon Emanuelson aan een dribbel op de linkerflank. Hij verloor echter knullig de bal en zodoende kon Kopenhagen counteren. De voorzet die volgde van Kopenhagen werd door Thomas Vermaelen in eigen doel gewerkt waardoor Ajax 0-2 achter kwam, wat niet genoeg was om naar de Champions League door te gaan. Ajax kon niet meer scoren en werd veroordeeld tot het UEFA Cup toernooi. In de competitie deed Ajax tot op de laatste dag van de competitie mee om de titel met AZ Alkmaar en PSV Eindhoven. Ajax stond één punt achter op AZ en evenveel punten als PSV, maar een doelsaldo van twee doelpunten meer ten opzichte van PSV. Echter, AZ verloor van Excelsior, PSV won met 5-1 van Vitesse en omdat Ajax met maar 2-0 won van Willem II kwam Ajax één doelpunt tekort voor de dertigste landstitel. Ajax won wel weer de play-offs om mee te doen in de voorronde van de Champions League. Emanuelson was het hele seizoen eerste keus op de linksbackpositie, maar speelde niet altijd vlekkeloos. Zijn diepgang op de linkerflank was nog steeds aanwezig, maar zijn verdedigende zwakheden werden steeds meer zichtbaar.
Het seizoen 2007/08 begon voor Emanuelson weer met een teleurstelling in de voorronde van de Champions League. Ditmaal speelde Ajax tegen Slavia Praag in de heenwedstrijd in de Arena weer beter dan zijn tegenstander en kreeg zelfs via nieuwe spits Luis Suarez een penalty. Klaas-Jan Huntelaar miste echter de penalty en vijf minuten later haalde Emanuelson in eigen strafschopgebied een speler van Slavia neer wat met een penalty bestraft werd. Slavia scoorde wel en Ajax verloor met 0-1 en moest dus winnen in Praag. Ondanks verwoede pogingen verloor Ajax ook in Praag en was Ajax dus weer veroordeeld tot de UEFA Cup. Tot overmaat van ramp werd Ajax in de eerste ronde uitgeschakeld door Dinamo Zagreb en was het in september al klaar met Europees voetbal. Ajax eindigde uiteindelijk als tweede in de reguliere competitie, maar verloor de finale van de play-offs tegen FC Twente waardoor Ajax voor het derde jaar op rij geen Champions League zou spelen. Emanuelsons prestaties in dit seizoen waren wisselvallig. Zijn verdedigende zwaktes waren nu compleet blootgelegd en ook aanvallend kon Emanuelson maar weinig imponeren. Emanuelson verloor tegen het einde van het seizoen ook zijn basisplaats als linksback aan Jan Vertonghen.

In het seizoen 2008/2009 werd Emanuelson door de nieuwe coach Marco van Basten oorspronkelijk ingezet als linksback, zoals alle trainers voor hem, maar veranderde dat later naar een meer aanvallende positie in de voorste linie als linksbuiten. Ook speelde Emanuelson vaker als linkshalf met een rol om op te komen als linksbuiten. Het spel van Emanuelson werd in één keer een stuk beter omdat hij nauwelijks meer hoefde te verdedigen. Hierdoor kon hij meer aandacht leggen op zijn aanvallende spel wat hem veel ten goede kwam. Op 30 november 2008 speelde hij zijn 150e wedstrijd voor de club. Op 3 mei 2010 werd duidelijk dat PSV interesse had in Emanuelson. Tijdens de huldiging van Ajax, na het winnen van de KNVB beker, meldde hij dat hij niet naar PSV zou gaan.

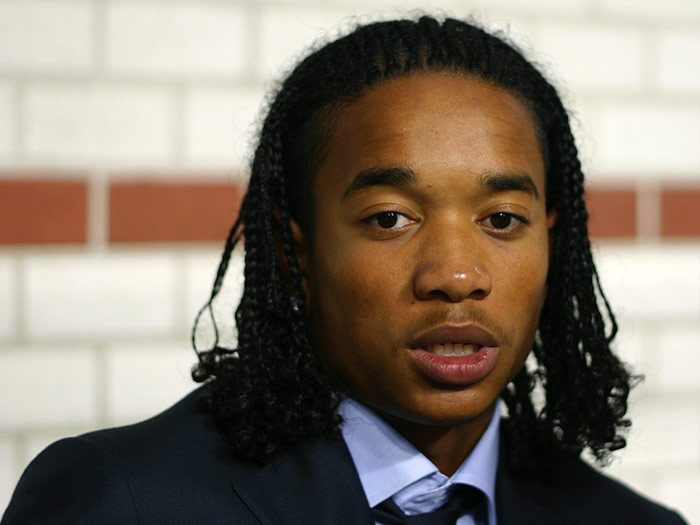
Emanuelson tijdens zijn periode bij Ajax (2006)

### AC Milan
In november 2010 gaf Emanuelson aan dat hij aan het eind van het lopende seizoen bij Ajax zou vertrekken. Begin 2011 tekende hij een contract bij AC Milan. AC Milan betaalde AFC Ajax een transfersom van 1,7 miljoen euro. Nadat AC Milan de scudetto binnenhaalde, liep het transferbedrag op tot 2,5 miljoen euro. Op 26 januari 2011 debuteerde Emanuelson voor AC Milan in de Coppa Italia in de gewonnen uitwedstrijd tegen Sampdoria, Emanuelson speelde in de basis.

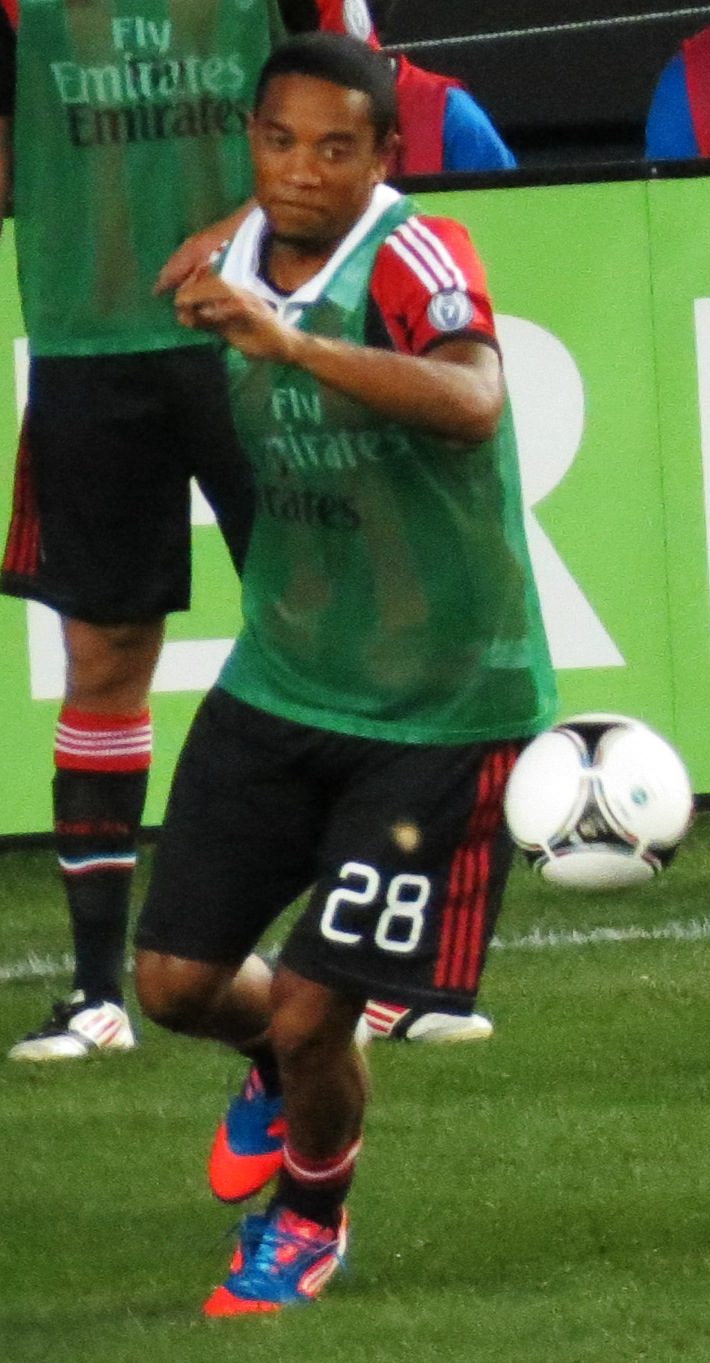
Emanuelson voor AC Milan (2012)

### Verhuur aan Fulham FC
Op 30 januari 2013 werd bekendgemaakt dat Emanuelson voor het restant van het seizoen 2012/13 zou worden verhuurd aan Fulham. Bij Fulham werd hij herenigd met Martin Jol, onder wie hij ook bij Ajax had gespeeld. Op 2 februari 2013 maakte Emanuelson zijn debuut voor Fulham in de thuiswedstrijd tegen Manchester United. Hij verving in de 68e minuut Giorgos Karagounis; de wedstrijd werd verloren met 0-1.
Op 19 mei 2013, de slotdag van de Premier League, scoorde Emanuelson zijn eerste officiële doelpunt voor Fulham. In de uitwedstrijd bij Swansea City zette hij in blessuretijd de 3-0-eindstand op het scorebord.

### Terugkeer bij AC Milan
Op 20 augustus 2013 speelde Emanuelson zijn 1e wedstrijd voor AC Milan na zijn verhuurperiode aan Fulham in de play-off ronde van de UEFA Champions League uit bij PSV (1-1). Emanuelson speelde de hele wedstrijd op de linksback positie. Op 23 februari 2014 speelde Emanuelson zijn 100ste officiële wedstrijd voor AC Milan. In de Serie A uitwedstrijd bij UC Sampdoria, waar met 2-0 werd gewonnen, verving Emanuelson in de 76e minuut Kevin Constant.

### AS Roma
Emanuelson tekende op 11 juli 2014 een contract voor één seizoen, dat met twee jaar verlengd kon worden, bij AS Roma, nadat zijn contract bij AC Milan niet werd verlengd. Emanuelson werd door AS Roma niet ingeschreven voor de UEFA Champions League waarin Roma ingedeeld was in een groep met Bayern München, Manchester City en CSKA Moskou. Zijn debuut maakte Emanuelson op 21 september 2014 in de Serie A thuiswedstrijd tegen Cagliari die met 2-0 werd gewonnen. Emanuelson verving in de 82e minuut Daniele de Rossi. Door gebrek aan speeltijd gaf Emanuelson aan AS Roma graag te willen verlaten.

### Atalanta Bergamo
Nadat er eerder sprake was van een huur werd op 30 januari 2015 bekendgemaakt dat Emanuelson definitief de overstap maakte naar Atalanta Bergamo. Zijn officiële debuut voor de club maakte hij op 1 februari 2015 in de Serie A-wedstrijd thuis tegen Cagliari, die in een 2-1 overwinning eindigde. Emanuelson kwam na een uur spelen in de ploeg voor Cristiano Del Grosso. Hij kwam totaal tot 9 wedstrijden voor Atalanta waarmee hij zich wist te handhaven in de serie A. Na afloop van het seizoen vertrok hij transfervrij bij Atalanta. In de zoektocht naar een nieuwe club hield Emanuelson zijn conditie op peil bij zijn oude werkgevers Ajax en AC Milan.

### Hellas Verona
Op 29 december 2015 werd door de Italiaanse club Hellas Verona naar buiten gebracht dat het Emanuelson zou inlijven indien hij de medische keuring zou doorstaan. Enkele dagen later werd Emanuelson medisch gekeurd waarmee hij zich definitief verbond aan Hellas Verona. Hiermee werd hij de eerste Nederlander die voor vier verschillende Italiaanse clubs uitkwam. Op 6 januari maakte hij zijn debuut voor de club tijdens een 3-0 verliespartij tegen Juventus. Emanuelson sloot het seizoen 2015/16 bij Hellas Verona af met degradatie naar de Serie B. Nadat directe concurrent Carpi op 11 mei 2016 won van Empoli werd het voor Hellas Verona drie speelrondes voor het einde van de competitie onmogelijk om nog boven de degradatiestreep te komen.

### Sheffield Wednesday
Op 6 september 2016 tekende Emanuelson een eenjarig contract bij Sheffield Wednesday, dat uit kwam in de Engelse Championship. Een vaste waarde werd hij niet bij The Owls. In het Championship kwam Emanuelson door blessureleed slechts in een wedstrijd zestien minuten in actie. Aan het einde van het seizoen maakte de clubleiding van Sheffield Wednesday bekend de samenwerking met Emanuelson niet voort te zetten

### FC Utrecht

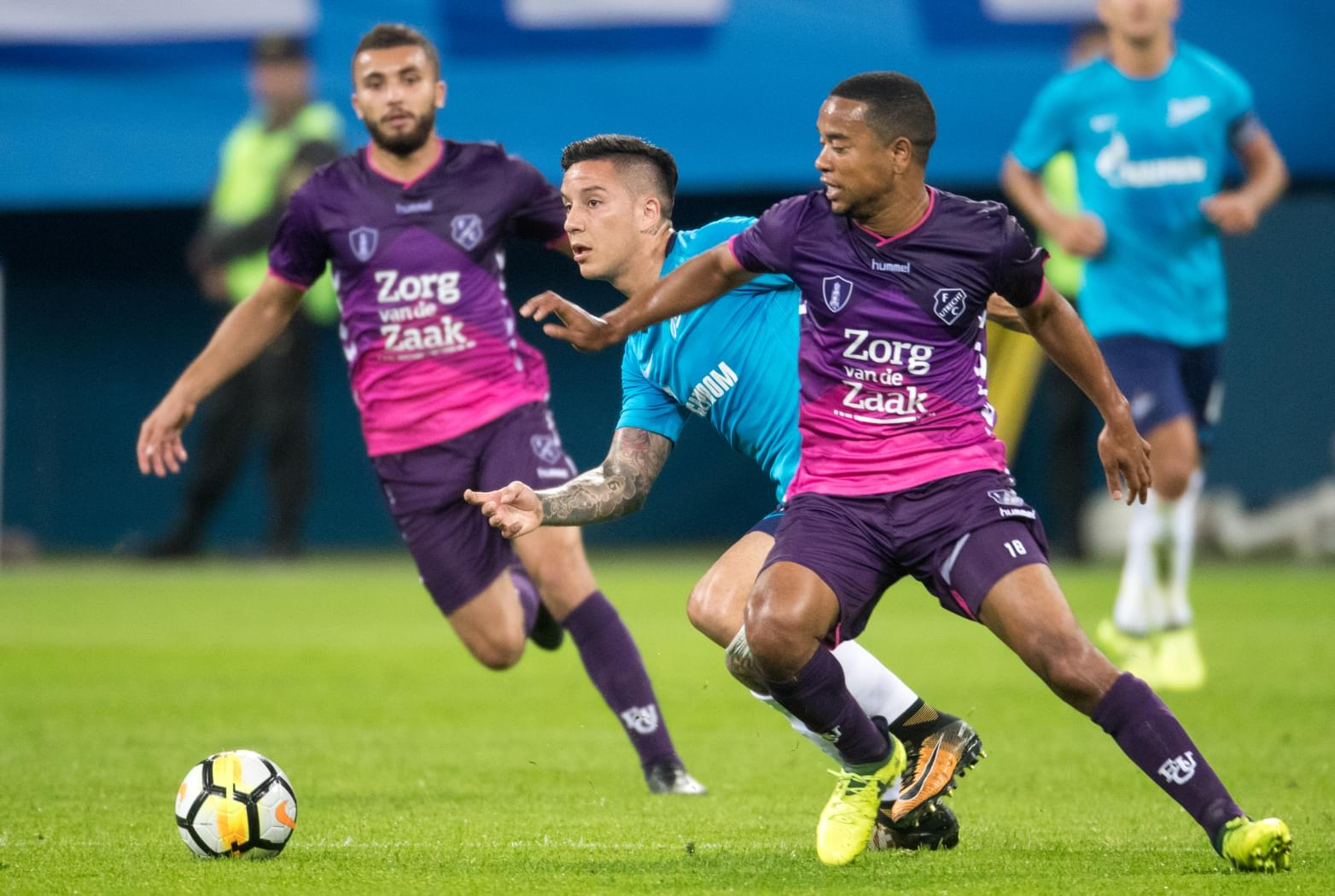
Emanuelson voor FC Utrecht in de uitwedstrijd tegen FK Zenit Sint-Petersburg (2017)

In 2017 tekende Emanuelson een eenjarig contract bij FC Utrecht en keerde zodoende na zes jaar terug in de Eredivisie. Medio 2020 speelde hij een aantal wedstrijden op amateurbasis bij FC Utrecht. Op 30 oktober 2020 werd bekendgemaakt dat hij een nieuw contract had getekend tot 2023. Hierbij wordt per seizoen bekeken of hij als speler deel uitmaakt van de selectie. In het seizoen 2021/22 stond Emanuelson al geen wedstrijd meer binnen de lijnen en op 23 juni 2022, tijdens de eerste training van het seizoen 2022/23, werd duidelijk dat Emanuelson als assistant van Henk Fraser aan de slag zal gaan. Daarnaast maakt hij ook onderdeel uit van de technische staf van Jong FC Utrecht.

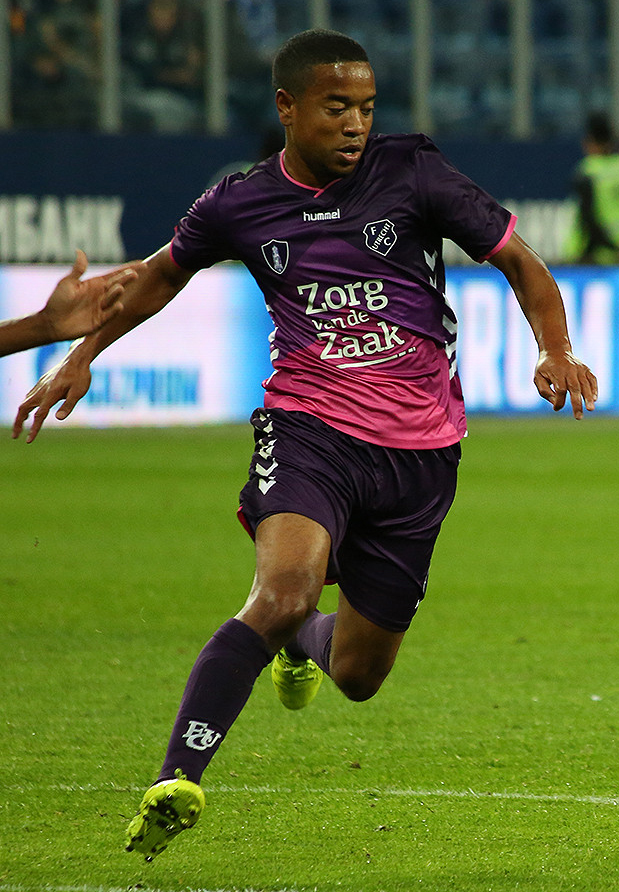
Emanuelson voor FC Utrecht in de uitwedstrijd tegen FK Zenit Sint-Petersburg (2017)

### Terug naar Ajax
Op 1 oktober 2022 maakte Emanuelson zijn rentree als speler. Voor de Ajax Amateurs viel hij in tegen SC Genemuiden. De wedstrijd eindigde in 0-0. Al in de periode bij FC Utrecht viel op dat jeugdige spelers veel bij hem kwamen informeren; het mondde uit in de functie van assistent-trainer bij Jong Ajax (seizoen 2023-2024).

## Clubstatistieken
| Seizoen                     | Club                        | Competitie                  | Competitie | Competitie | Beker | Beker | Internationaal | Internationaal | Overig | Overig | Totaal | Totaal |
| Seizoen                     | Club                        | Competitie                  | Wed.       | Dlp.       | Wed.  | Dlp.  | Wed.           | Dlp.           | Wed.   | Dlp.   | Wed.   | Dlp.   |
| --------------------------- | --------------------------- | --------------------------- | ---------- | ---------- | ----- | ----- | -------------- | -------------- | ------ | ------ | ------ | ------ |
| 2004/05                     | Ajax                        | Eredivisie                  | 3          | 0          | 1     | 0     | 1              | 0              | 0      | 0      | 5      | 0      |
| 2005/06                     | Ajax                        | Eredivisie                  | 26         | 1          | 2     | 1     | 8              | 0              | 5      | 0      | 41     | 2      |
| 2006/07                     | Ajax                        | Eredivisie                  | 31         | 3          | 4     | 0     | 6              | 0              | 5      | 0      | 46     | 3      |
| 2007/08                     | Ajax                        | Eredivisie                  | 31         | 3          | 2     | 0     | 4              | 0              | 4      | 0      | 41     | 3      |
| 2008/09                     | Ajax                        | Eredivisie                  | 32         | 4          | 1     | 0     | 9              | 0              | —      | —      | 42     | 4      |
| 2009/10                     | Ajax                        | Eredivisie                  | 31         | 5          | 7     | 2     | 10             | 1              | —      | —      | 48     | 8      |
| 2010/11                     | Ajax                        | Eredivisie                  | 18         | 1          | 3     | 1     | 10             | 0              | 1      | 0      | 32     | 2      |
| Clubtotaal                  | Clubtotaal                  | Clubtotaal                  | 172        | 17         | 20    | 4     | 48             | 1              | 15     | 0      | 255    | 22     |
| 2010/11                     | AC Milan                    | Serie A                     | 9          | 0          | 2     | 1     | 0              | 0              | —      | —      | 11     | 1      |
| 2011/12                     | AC Milan                    | Serie A                     | 30         | 2          | 4     | 0     | 7              | 0              | 1      | 0      | 42     | 2      |
| 2012/13                     | AC Milan                    | Serie A                     | 12         | 1          | 2     | 0     | 6              | 1              | —      | —      | 20     | 2      |
| Clubtotaal (eerste periode) | Clubtotaal (eerste periode) | Clubtotaal (eerste periode) | 51         | 3          | 8     | 1     | 13             | 1              | 1      | 0      | 73     | 5      |
| 2012/13                     | → Fulham                    | Premier League              | 13         | 1          | 0     | 0     | —              | —              | —      | —      | 13     | 1      |
| Clubtotaal                  | Clubtotaal                  | Clubtotaal                  | 13         | 1          | 0     | 0     | —              | —              | —      | —      | 13     | 1      |
| 2013/14                     | AC Milan                    | Serie A                     | 24         | 0          | 1     | 0     | 8              | 0              | —      | —      | 33     | 0      |
| Clubtotaal (tweede periode) | Clubtotaal (tweede periode) | Clubtotaal (tweede periode) | 24         | 0          | 1     | 0     | 8              | 0              | —      | —      | 33     | 0      |
| 2014/15                     | AS Roma                     | Serie A                     | 2          | 0          | 0     | 0     | 0              | 0              | —      | —      | 2      | 0      |
| Clubtotaal                  | Clubtotaal                  | Clubtotaal                  | 2          | 0          | 0     | 0     | —              | —              | —      | —      | 2      | 0      |
| 2014/15                     | Atalanta                    | Serie A                     | 9          | 0          | 0     | 0     | —              | —              | —      | —      | 9      | 0      |
| Clubtotaal                  | Clubtotaal                  | Clubtotaal                  | 9          | 0          | 0     | 0     | —              | —              | —      | —      | 9      | 0      |
| 2015/16                     | Hellas Verona               | Serie A                     | 11         | 0          | 0     | 0     | —              | —              | —      | —      | 11     | 0      |
| Clubtotaal                  | Clubtotaal                  | Clubtotaal                  | 11         | 0          | 0     | 0     | —              | —              | —      | —      | 11     | 0      |
| 2016/17                     | Sheffield Wednesday         | Championship                | 1          | 0          | 0     | 0     | —              | —              | —      | —      | 1      | 0      |
| Clubtotaal                  | Clubtotaal                  | Clubtotaal                  | 1          | 0          | 0     | 0     | —              | —              | —      | —      | 1      | 0      |
| 2017/18                     | FC Utrecht                  | Eredivisie                  | 27         | 0          | 2     | 0     | 6              | 0              | 3      | 0      | 38     | 0      |
| 2018/19                     | FC Utrecht                  | Eredivisie                  | 24         | 4          | 2     | 0     | 1              | 0              | 0      | 0      | 27     | 4      |
| 2019/20                     | FC Utrecht                  | Eredivisie                  | 13         | 0          | 3     | 0     | 2              | 0              | 0      | 0      | 18     | 0      |
| 2020/21                     | FC Utrecht                  | Eredivisie                  | 13         | 0          | 0     | 0     | —              | —              | 0      | 0      | 13     | 0      |
| 2021/22                     | FC Utrecht                  | Eredivisie                  | 0          | 0          | 0     | 0     | —              | —              | 0      | 0      | 0      | 0      |
| Clubtotaal                  | Clubtotaal                  | Clubtotaal                  | 77         | 4          | 7     | 0     | 9              | 0              | 3      | 0      | 96     | 4      |
| 2022/23                     | Ajax Amateurs               | Vierde divisie              | 1          | 0          | 0     | 0     | —              | —              | —      | —      | 1      | 0      |
| Clubtotaal                  | Clubtotaal                  | Clubtotaal                  | 1          | 0          | 0     | 0     | —              | —              | 0      | 0      | 1      | 0      |
| Carrière totaal             | Carrière totaal             | Carrière totaal             | 361        | 25         | 36    | 5     | 78             | 2              | 19     | 0      | 493    | 32     |

## Interlandcarrière

### Jeugdelftallen
Emanuelson begon zijn loopbaan als jeugdinternational bij Nederland Onder 16 waarvoor hij in 2002 drie wedstrijden speelde. Ook kwam hij uit voor het team Nederland Onder 17, waarvoor hij eveneens in 2002 voor debuteerde. Voor dit team scoorde hij op 19 september 2003 zijn eerste doelpunt in de EK-kwalificatiewedstrijd tegen Israël Onder 17. Hij scoorde vlak na rust de 1-1 wat ook de eindstand bleef. Met Nederland Onder 17 wist Emanuelson zich uiteindelijk niet te kwalificeren voor het EK Onder 17 van 2003.
| Jeugdinterlands van Urby Emanuelson | Jeugdinterlands van Urby Emanuelson | Jeugdinterlands van Urby Emanuelson | Jeugdinterlands van Urby Emanuelson | Jeugdinterlands van Urby Emanuelson | Jeugdinterlands van Urby Emanuelson |
| Team (№ interlands)                 | Datum                               | Wedstrijd                           | Uitslag                             | Soort Wedstrijd                     | Doelpunten                          |
| Als speler bij Ajax                 | Als speler bij Ajax                 | Als speler bij Ajax                 | Als speler bij Ajax                 | Als speler bij Ajax                 | Als speler bij Ajax                 |
| Nederland Onder 16                  | Nederland Onder 16                  | Nederland Onder 16                  | Nederland Onder 16                  | Nederland Onder 16                  | Nederland Onder 16                  |
| ----------------------------------- | ----------------------------------- | ----------------------------------- | ----------------------------------- | ----------------------------------- | ----------------------------------- |
| 1.                                  | 9 januari 2002                      | Nederland - Egypte                  | 1 – 0                               | Aegean Cup 2002                     |                                     |
| 2.                                  | 27 maart 2002                       | Nederland - Turkije                 | 1 – 0                               | Vriendschappelijk                   |                                     |
| 3.                                  | 16 april 2002                       | Nederland - Oostenrijk              | 3 – 2                               | Vriendschappelijk                   |                                     |
| Nederland Onder 17                  |                                     |                                     |                                     |                                     |                                     |
| 1.                                  | 18 september 2002                   | Nederland - België                  | 0 – 0                               | Vriendschappelijk                   |                                     |
| 2.                                  | 8 oktober 2002                      | Nederland - Portugal                | 1 – 1                               | Vriendschappelijk                   |                                     |
| 3.                                  | 10 oktober 2002                     | Nederland - Portugal                | 1 – 3                               | Vriendschappelijk                   |                                     |
| 4.                                  | 21 oktober 2002                     | Nederland - Albanië                 | 1 – 1                               | EK-kwalificatie '03                 |                                     |
| 5.                                  | 25 oktober 2002                     | Litouwen - Nederland                | 1 – 4                               | EK-kwalificatie '03                 |                                     |
| 6.                                  | 4 maart 2003                        | Nederland - Zweden                  | 2 – 3                               | Vriendschappelijk                   |                                     |
| 7.                                  | 19 maart 2003                       | Israël - Nederland                  | 1 – 1                               | EK-kwalificatie '03                 | 48'                                 |
| 8.                                  | 21 maart 2003                       | Nederland - Polen                   | 2 – 1                               | EK-kwalificatie '03                 |                                     |

### Jong Oranje
Op 16 augustus 2005 maakte Emanuelson zijn debuut voor Jong Oranje, oftewel Nederland Onder 21, in de vriendschappelijke wedstrijd tegen Jong België. Emanuelson scoorde op 17 mei 2006 zijn eerste doelpunt voor Jong Oranje in de vriendschappelijke wedstrijd met Jong Duitsland (2-2). Hij opende in minuut 30 de score. Emanuelson werd door bondscoach Foppe de Haan geselecteerd voor de selectie die actief was op het EK Onder 21 van 2006 in Portugal. Emanuelson kwam op dit EK in alle wedstrijd in actie en won met Jong Oranje uiteindelijk de finale met 3-0 van Jong Oekraïne.
| Interlands van Urby Emanuelson voor Jong Oranje | Interlands van Urby Emanuelson voor Jong Oranje | Interlands van Urby Emanuelson voor Jong Oranje | Interlands van Urby Emanuelson voor Jong Oranje | Interlands van Urby Emanuelson voor Jong Oranje | Interlands van Urby Emanuelson voor Jong Oranje |
| №                                               | Datum                                           | Wedstrijd                                       | Uitslag                                         | Soort Wedstrijd                                 | Doelpunten                                      |
| Als speler bij Ajax                             | Als speler bij Ajax                             | Als speler bij Ajax                             | Als speler bij Ajax                             | Als speler bij Ajax                             | Als speler bij Ajax                             |
| ----------------------------------------------- | ----------------------------------------------- | ----------------------------------------------- | ----------------------------------------------- | ----------------------------------------------- | ----------------------------------------------- |
| 1.                                              | 16 augustus 2005                                | België - Nederland                              | 1 – 2                                           | Vriendschappelijk                               |                                                 |
| 2.                                              | 3 september 2005                                | Armenië - Nederland                             | 1 – 3                                           | EK-kwalificatie '06                             |                                                 |
| 3.                                              | 07 oktober 2005                                 | Tsjechië - Nederland                            | 2 – 4                                           | EK-kwalificatie '06                             |                                                 |
| 4.                                              | 11 oktober 2005                                 | Nederland - Macedonië                           | 4 – 0                                           | EK-kwalificatie '06                             |                                                 |
| 5.                                              | 16 november 2005                                | Nederland - Slovenië                            | 2 – 0                                           | EK-kwalificatie '06                             |                                                 |
| 6.                                              | 17 mei 2006                                     | Nederland - Duitsland                           | 2 – 2                                           | Vriendschappelijk                               | 30'                                             |
| 7.                                              | 24 mei 2006                                     | Oekraïne - Nederland                            | 2 – 1                                           | EK 2006 Portugal groepsfase                     |                                                 |
| 8.                                              | 26 mei 2006                                     | Denemarken - Nederland                          | 1 – 1                                           | EK 2006 Portugal groepsfase                     |                                                 |
| 9.                                              | 29 mei 2006                                     | Nederland - Italië                              | 1 – 0                                           | EK 2006 Portugal groepsfase                     |                                                 |
| 10.                                             | 1 juni 2006                                     | Frankrijk - Nederland                           | 2 – 3                                           | EK 2006 Portugal halve finale                   |                                                 |
| 11.                                             | 4 juni 2006                                     | Nederland - Oekraïne                            | 3 – 0                                           | EK 2006 Portugal finale                         |                                                 |
| 12.                                             | 5 september 2008                                | Nederland - Noorwegen                           | 1 – 1                                           | EK-kwalificatie '09                             |                                                 |
| 13.                                             | 9 september 2008                                | Zwitserland - Noorwegen                         | 1 – 0                                           | EK-kwalificatie '09                             |                                                 |

### Nederlands elftal
Op 16 augustus 2006 debuteerde Emanuelson in het Nederlands elftal tijdens de oefenwedstrijd in en tegen Ierland. Hij was een van de afvallers bij de eerste schifting die bondscoach Bert van Marwijk maakte voor het EK voetbal 2012. De andere afvallers waren Hedwiges Maduro (Valencia), Georginio Wijnaldum (PSV), Alexander Büttner (Vitesse), Jasper Cillessen (Ajax), Ola John (FC Twente), Erwin Mulder (Feyenoord), Nick Viergever (AZ) en Stefan de Vrij (Feyenoord).

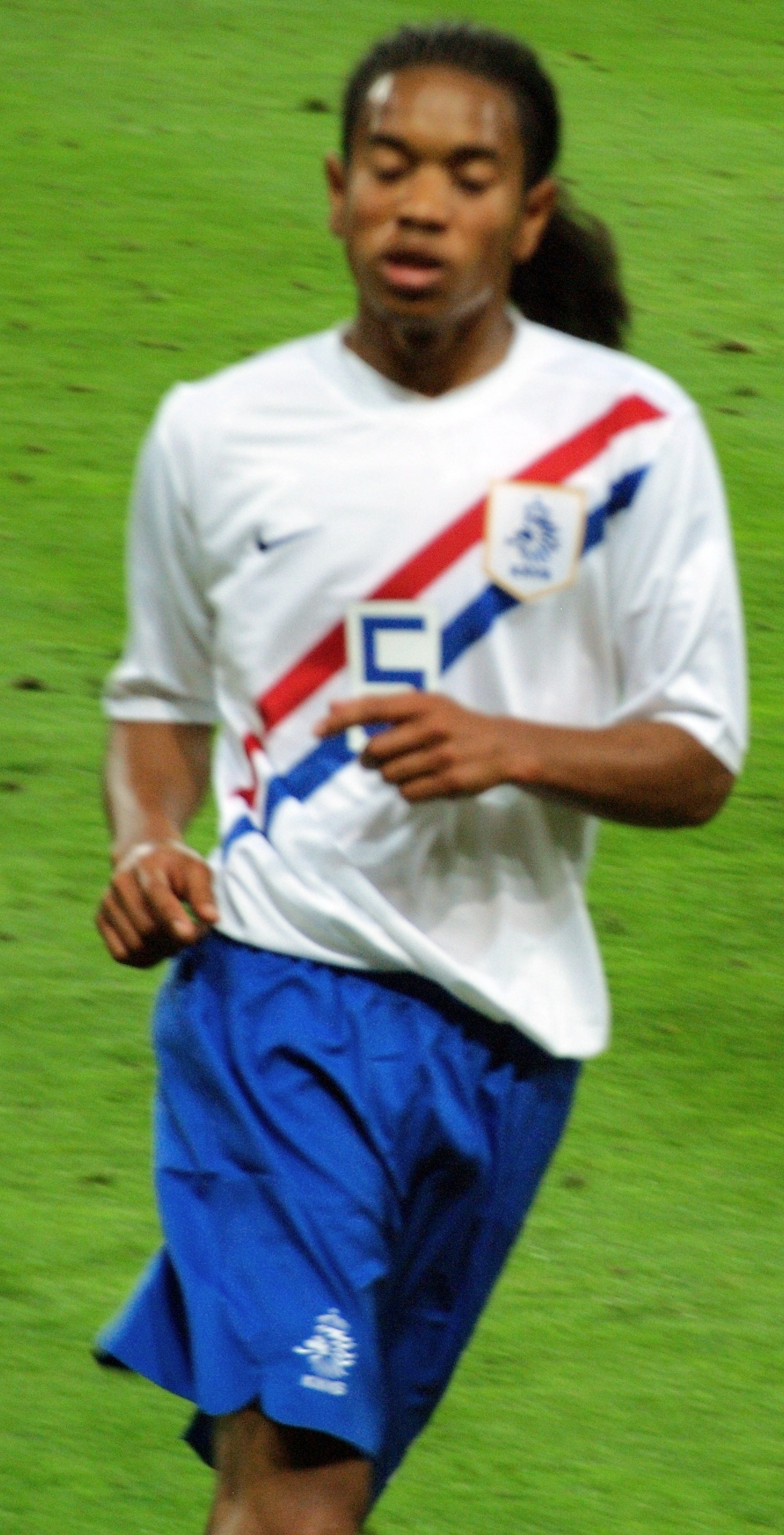
Emanuelson voor het Nederlands elftal (2007)

| Interlands van Urby Emanuelson | Interlands van Urby Emanuelson | Interlands van Urby Emanuelson | Interlands van Urby Emanuelson | Interlands van Urby Emanuelson | Interlands van Urby Emanuelson |
| №                              | Datum                          | Wedstrijd                      | Uitslag                        | Soort Wedstrijd                | Doelpunten                     |
| Als speler bij Ajax            | Als speler bij Ajax            | Als speler bij Ajax            | Als speler bij Ajax            | Als speler bij Ajax            | Als speler bij Ajax            |
| ------------------------------ | ------------------------------ | ------------------------------ | ------------------------------ | ------------------------------ | ------------------------------ |
| 1.                             | 16 augustus 2006               | Ierland - Nederland            | 0 – 4                          | Vriendschappelijk              |                                |
| 2.                             | 2 september 2006               | Luxemburg - Nederland          | 0 – 1                          | EK-kwalificatie '08            |                                |
| 3.                             | 11 oktober 2006                | Nederland - Albanië            | 2 – 1                          | EK-kwalificatie '08            |                                |
| 4.                             | 15 november 2006               | Nederland - Engeland           | 1 – 1                          | Vriendschappelijk              |                                |
| 5.                             | 24 maart 2007                  | Nederland - Roemenië           | 0 – 0                          | EK-kwalificatie '08            |                                |
| 6.                             | 28 maart 2007                  | Slovenië - Nederland           | 0 – 0                          | EK-kwalificatie '08            |                                |
| 7.                             | 22 augustus 2007               | Zwitserland - Nederland        | 2 – 1                          | Vriendschappelijk              |                                |
| 8.                             | 12 september 2007              | Albanië - Nederland            | 0 – 1                          | EK-kwalificatie '08            |                                |
| 9.                             | 17 oktober 2007                | Nederland - Slovenië           | 2 – 0                          | EK-kwalificatie '08            |                                |
| 10.                            | 17 november 2007               | Nederland - Luxemburg          | 1 – 0                          | EK-kwalificatie '08            |                                |
| 11.                            | 6 februari 2008                | Kroatië - Nederland            | 0 – 3                          | Vriendschappelijk              |                                |
| 12.                            | 11 augustus 2010               | Oekraïne - Nederland           | 1 – 1                          | Vriendschappelijk              |                                |
| 13.                            | 8 oktober 2010                 | Moldavië - Nederland           | 0 – 1                          | EK-kwalificatie '12            |                                |
| Als speler bij AC Milan        |                                |                                |                                |                                |                                |
| 14.                            | 29 maart 2011                  | Nederland - Hongarije          | 5 – 3                          | EK-kwalificatie '12            |                                |
| 15.                            | 29 februari 2012               | Engeland - Nederland           | 2 – 3                          | Vriendschappelijk              |                                |
| 16.                            | 12 oktober 2012                | Nederland - Andorra            | 3 – 0                          | WK-kwalificatie '14            |                                |
| 17.                            | 14 november 2012               | Nederland - Duitsland          | 0 – 0                          | Vriendschappelijk              |                                |

## Erelijst
Met  Ajax
| Competitie           | Aantal | Jaren                     |
| -------------------- | ------ | ------------------------- |
| Nationaal            |        |                           |
| KNVB beker           | 3x     | 2005/06, 2006/07, 2009/10 |
| Johan Cruijff Schaal | 3x     | 2005, 2006, 2007          |

Met  AC Milan
| Competitie          | Aantal | Jaren   |
| ------------------- | ------ | ------- |
| Nationaal           |        |         |
| Serie A             | 1x     | 2010/11 |
| Supercoppa Italiana | 1x     | 2011    |

Met  Jong Oranje
| Nationaal                       |    |      |
| Europees kampioenschap onder 21 | 1x | 2007 |

Met  Nederlands olympisch voetbalelftal
| Competitie                                | Aantal | Jaren                   |
| ----------------------------------------- | ------ | ----------------------- |
| Olympisch                                 |        |                         |
| Voetbal op de Olympische Zomerspelen 2008 |        | Plaatsing (Kwartfinale) |

Individueel
| Prijs                    | Aantal | Jaren     |
| ------------------------ | ------ | --------- |
| Nederland                |        |           |
| Ajax Talent van het jaar | 1x     | 2006      |
| Ajax Club van 100        | 255W   | 2005-2010 |

## Privéleven
In de nacht van 6 op 7 mei 2007 werd Emanuelson vader van een dochter. In de middag ervoor stond Emanuelson nog met Ajax op het veld in de bekerfinale tegen AZ. Emanuelson werd halverwege gewisseld omdat hij kreeg te horen dat hij op het punt stond om vader te worden. In april 2011 werd hij vader van een zoon. Na zes en een half jaar werd de relatie tussen Emanuelson en zijn vriendin Vanity Harteveld in oktober 2011 verbroken.
Zijn vader Errol Emanuelson was vroeger voetballer in Suriname en in België bij Roeselare en Kortrijk.